# آلستن
آلستا (از لحاظ تاریخی، آلستن یا آلشتاین) جزیره‌ای در شهرداری‌های الستاهاگ و لیرفورد در شهرستان نوردلاند نروژ است. این جزیره در شرق توسط Vefsnfjorden، از شمال به Leirfjorden و از جنوب و غرب با Alstenfjorden احاطه شده‌است. قسمت شرقی جزیره تحت سلطه رشته کوه هفت خواهر است که دارای پنج کوه به ارتفاع بیش از ۱۰۰۰ متر (۳۳۰۰ فوت) است، در حالی که بخش غربی جزیره نسبتاً مسطح است و محل ساندنشان و روستای سوویکا در جنوب می‌باشد. این جزیره ۳۰ کیلومتری (۱۹ مایلی) مساحتی معادل ۱۵۲٫۶ کیلومتر مربع (۵۸٫۹ مایل مربع) دارد و بلندترین نقطه آن کوه Botnkrona است که به ارتفاع ۱۰۷۲ متری (۳۵۱۷ فوت) از سطح دریا می‌رسد. در سال ۲۰۱۷ میلادی، ۶۹۶۹ نفر در این جزیره ساکن بودند. جزایر Altra و Skålvær در جنوب غربی، جزایر Tjøtta, Offersøya, Mindlandet و Rødøya در جنوب قرار دارند و ورودی Vefsnfjorden را احاطه کرده‌اند.